# ساقاتل هاروتیونیان
ساقاتل مامیکونی هاروتیونیان (ارمنی: Սաղաթել Մամիկոնի Հարությունյան; انگلیسی: Saghatel Harutyunyan; زاده ۲۰ مارس ۱۹۲۱ - درگذشته ۲۵ مه ۲۰۰۵) شاعر، نویسنده، نمایش‌نامه‌نویس، مترجم و فعال ارمنی بود.

## زندگی‌نامه
در ۲۰ مارس سال ۱۹۲۱ میلادی در روستای بامباکاشات در استان آرماویر، ارمنستان متولد شده‌است. در سال ۱۹۴۱ از «انستیتوی دولتی تربیت معلم ایروان» فارغ‌التحصیل شده و سال‌ها به کار آموزگاری در شهرهای ارمنستان پرداخت. در جنگ جهانی دوم علیه فاشیستها جنگید. در سال‌های ۶۹–۱۹۵۶ ماهنامه «پیونر» (پیشاهنگ) و نشریه «پرستو» را سردبیری کرد. از سال ۱۹۶۹ تا سال ۱۹۷۸ سردبیر روزنامه ادبی بود. در سال ۱۹۷۸ به عنوان دبیر اتحادیه نویسندگان ارمنستان برگزیده شد.
اشعار و نمایش‌نامه‌ها و داستان‌های هاروتیونیان در بیش از ۱۵ کتاب به چاپ رسیده و به بسیاری از زبان‌ها ترجمه شده‌است.
هاروتیونیان در ۲۵ مه ۲۰۰۵ در سن ۸۴ سالگی در ایروان درگذشت.

## جوایز و افتخارات
- چهره هنری شایسته ارمنستان شوروی
- نشان دوستی خلق
- نشان ستاره سرخ
- نشان برجسته افتخار
- [Орден Отечественной войны I степени]

## نمونه شعر
نیشتر به قلب می‌زنند امروز
سخن‌های غمبار
وقتی که موج سخن می‌گوید
بیا ساکت باشیم ما
دریا اینک
تنها زما سخن می‌گوید
شعر وداع را
بهتر از ما می‌سراید او
دریا از نخستین روز
شاهد عشق ما بوده‌است
و مگرهم از این رو نیست
که امروز به کنارش آمده‌ایم؟
وقتی که موج سخن می‌گوید
بیا ساکت باشیم ما
نیشتر به قلب می‌زنند امروز
سخن‌های غمبار